# Castelo de Bellegarde (Loiret)

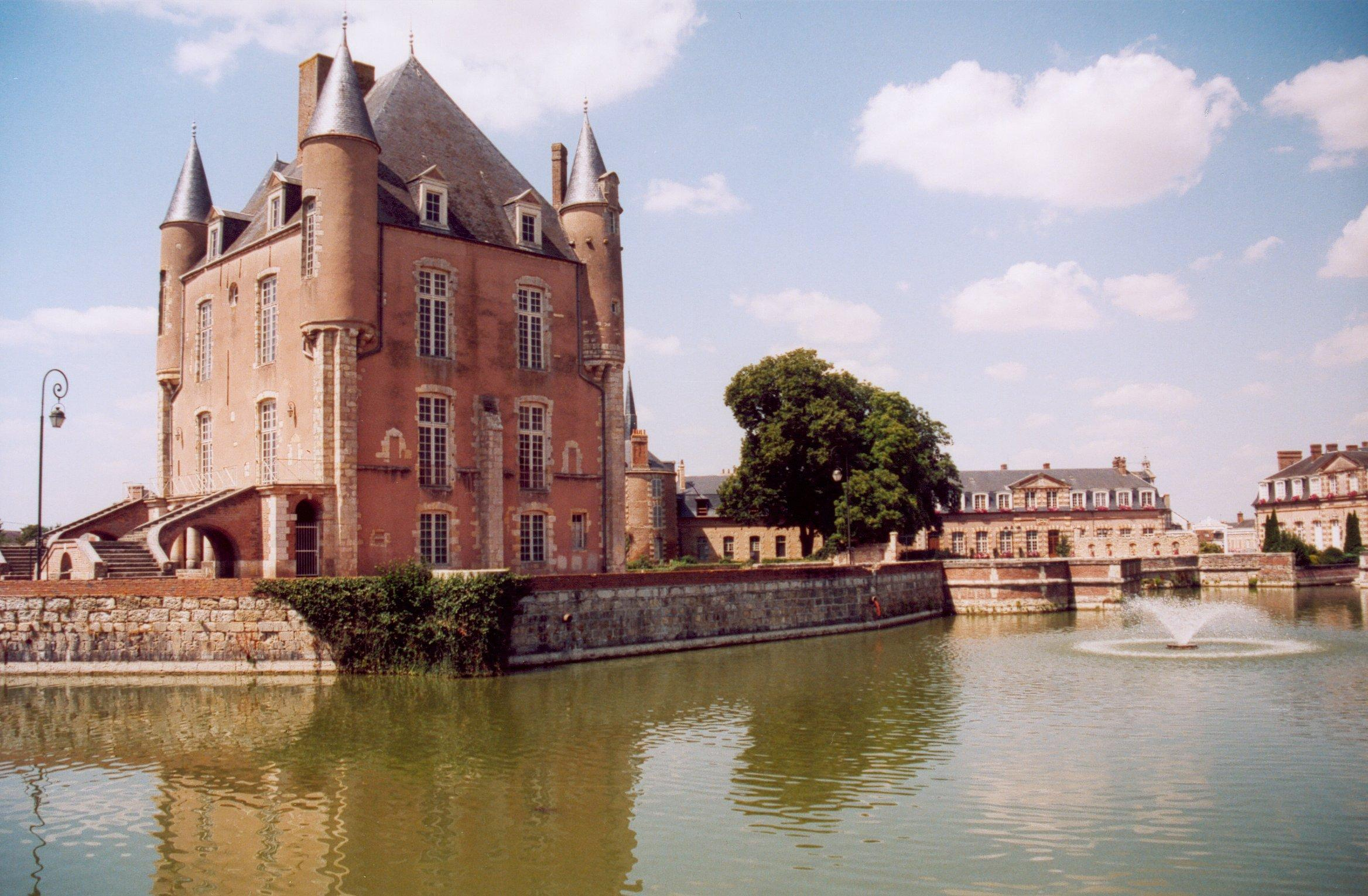
Château de Bellegarde

O Château de Bellegarde, é um castelo na comuna de Bellegarde, Loiret, Centre-Val de Loire, na França. Foi construído no século XIV, embora tenha evidências de obras do século XII, mas foi constantemente alterada por proprietários posteriores.
Grandes partes do castelo foram listadas como monumentos históricos, em 1928, 1937 e 1969.